# Lima lima
Il sorbolo di mare o lima spinosa (Lima lima Linnaeus, 1758) è un mollusco bivalve della famiglia Limidae.

## Descrizione
Conchiglia a valve uguali, simmetriche, poco aperte, di colore bianco, con 18-24 coste pronunciate arricchite da squame spinose. Fino a 7 centimetri.

## Distribuzione e habitat
Bivalve filtratore, reperibile nell'Oceano Atlantico orientale e Mar Mediterraneo, su fondali rocciosi e su coralligeno, spesso nelle vicinanze della Posidonia oceanica, da pochi metri di profondità fino a 50.